# Тип 10
Type 10 (10式戦車; Тип 10) — новейший основной боевой танк ССО Японии. По собственной классификации ССО Японии соответствует ОБТ поколения 3,5. Опытный образец представлен в 2008 г. Основное внимание при конструировании уделено возможностям в области боевого управления C4I, маневренности и всеракурсной защите. В 2010 году ССО Японии заказали 13 ед. танков (по цене до 6,5 млн долл. за единицу)[1]. С 2012 г. официально принят на вооружение Сухопутных сил самообороны Японии[2]. Планируется, что со временем Тип 10 дополнит парк Тип 90 поколения 1990 гг. и полностью заменит устаревшие Тип 74 1970 гг.

## История разработки
В начале 2000 гг. Управление национальной обороны Японии рассматривало вопрос модернизации бронетанковых сил для обеспечения ведения боевых действий в XXI веке. Одним из требований к танку нового поколения являлось наличие системы боевого управления C4I (Command-Control-Communication-Computer-Intelligence). В результате оценки потенциала Type 74 и Type 90 сделан вывод о недостаточном для модернизации внутреннем объёме корпуса обоих танков, в связи с чем была сформулирована необходима разработка ОБТ, пригодного для решения перспективных боевых задач. Испытания бесступенчатой трансмиссии, орудия и бортовой электроники проводились на модифицированном Type 10 (бортовой TKX-006).

## Описание

### Вооружение

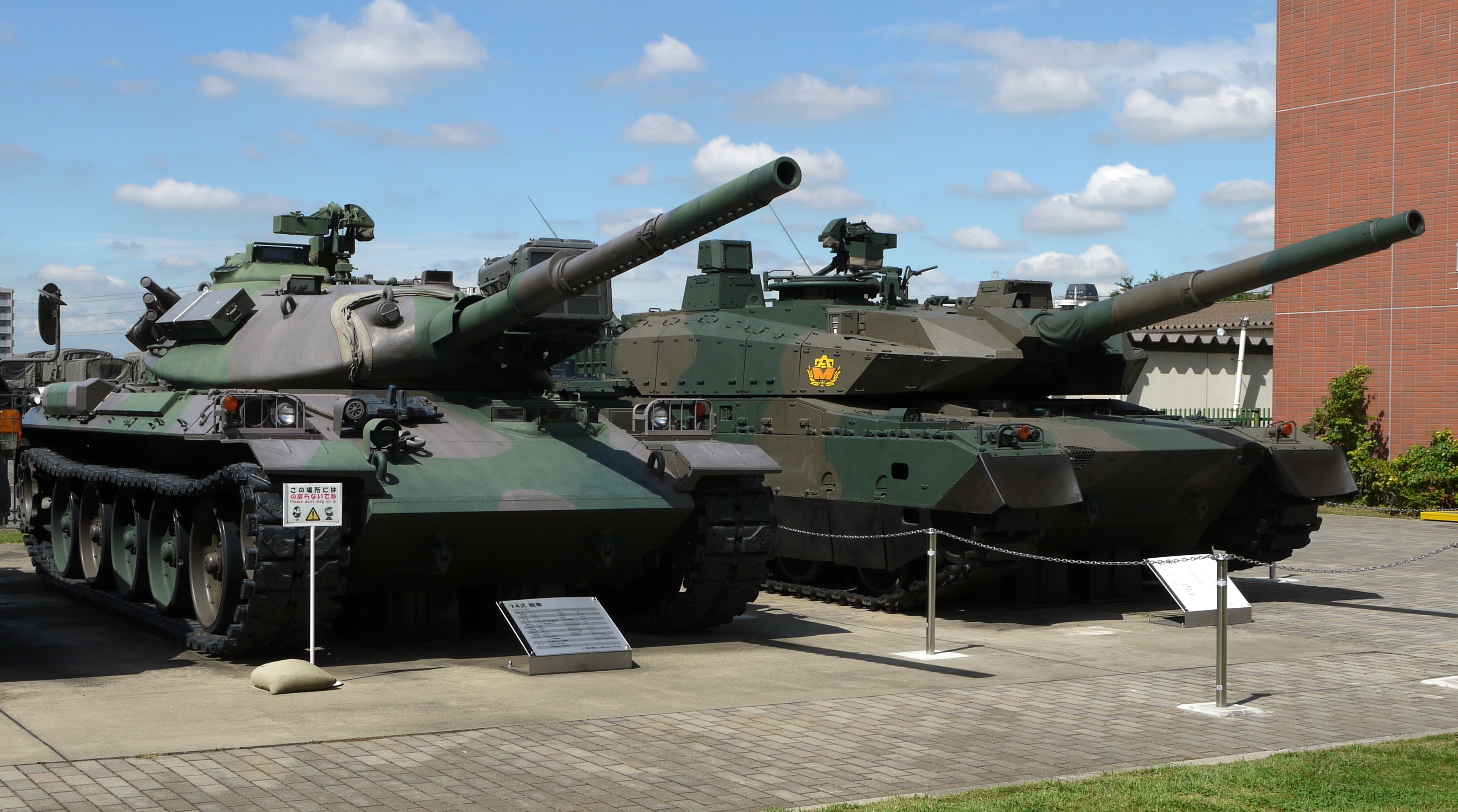
Type 74 и Т-10 (2012 г.)
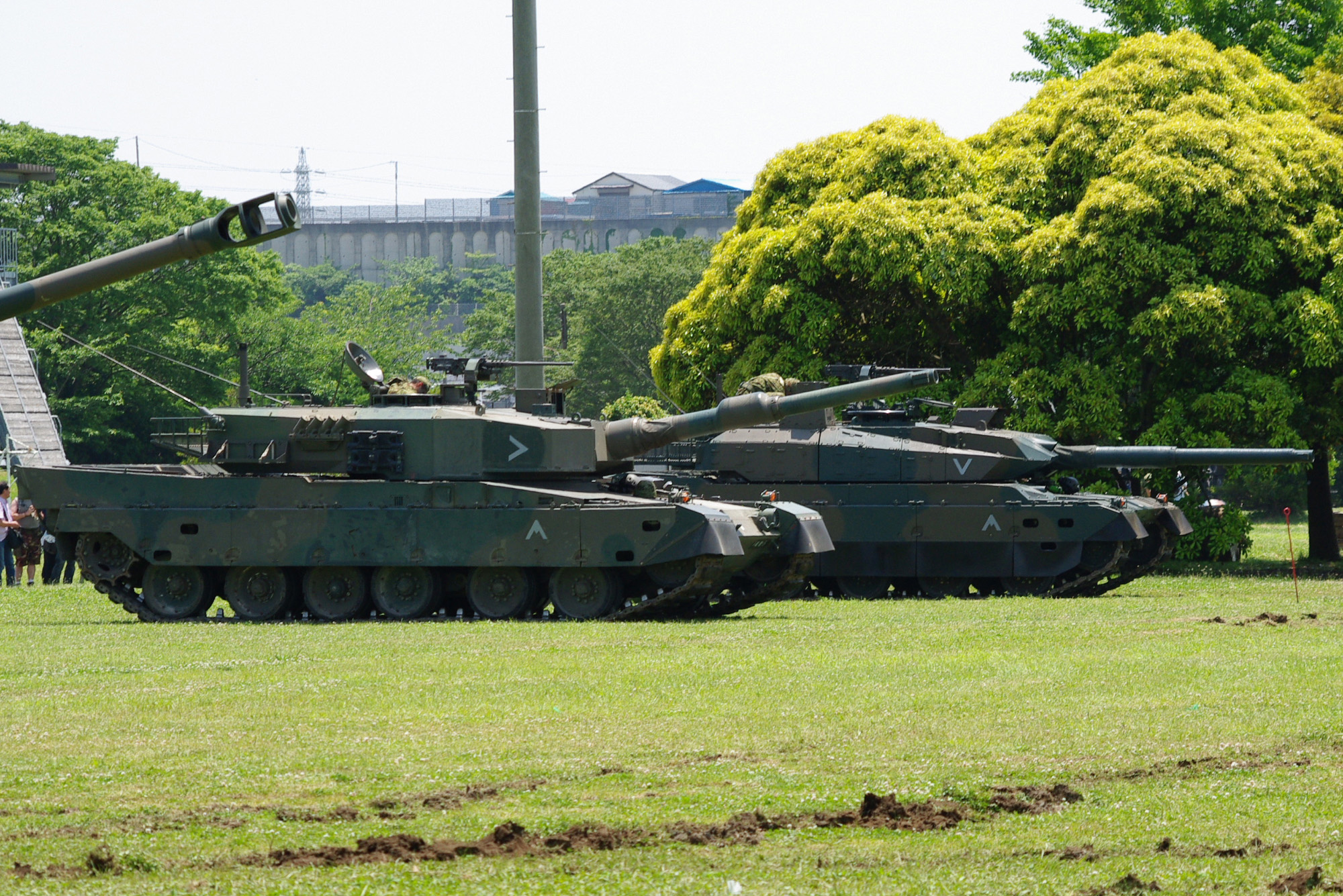
Type 90 и Type 10 (2012 г.)

Танк вооружен одним из наиболее мощных орудий JSW-120/L44 калибра 120 мм[3], унифицированным с германским лицензионным Rh-120. Стрельба ведется новым БОПС Type 10 (Не путать с названием танка) повышенной мощности с усиленным зарядом и вольфрамовым сердечником. В исходном варианте орудие планировалось к установке на танке Type 90, но по показателям стоимости проиграло Rh-120.
С длиной ствола 44 калибра JSW-120 на 20% легче при дульной энергии равной Рейнметалл-120 (длина ствола 55 калибров). По заявлениям ССО Японии, ввиду слабости казённой части, Rh-120 не способно вести огонь усиленными выстрелами. Ответственная за разработку БОПС Type 10 корпорация Daikin запатентовала технологию "самозатачивания" вольфрамовых БОПС, чего ранее  удавалось добиться только в урановых снарядах (именно этим эффектом обусловлено превосходство урана над вольфрамом).
Type 10 располагает заложенным потенциалом модернизации, включая перевооружение на орудие длиной 55 калибров. Варианты перевооружения засекречены, за исключением объявленного варианта с длинноствольным орудием. Вероятен проект по установке разработанного для Type 90 орудия 1980 гг. калибра 135 мм.
Питание осуществляется автоматом заряжания конвейерного типа. Орудие JSW-120 оснащено эжектором пороховых газов, термокожухом и стабилизирована в двух плоскостях. В отличие от Type 74, для заряжания ствол можно не сопрягать с автоматом заряжания в пределах углов склонения от -4° до +3°. Пополнение боекомплекта АЗ можно осуществлять изнутри танка из внутрикорпусной боеукладки.
Особое внимание при разработке уделено БИУС (боевая информационно-управляющая система) и ТИУС (танковая информационно-управляющая система). Type 10 оснащается эффективной системой панорамного обзора. На танке проходит испытания дистанционно управляемая зенитная пулеметная установка 12,7 мм, с оптико-электронным каналом прицеливания, унифицированная для установки на БМП (MCV, Комацу).

### Бронезащита

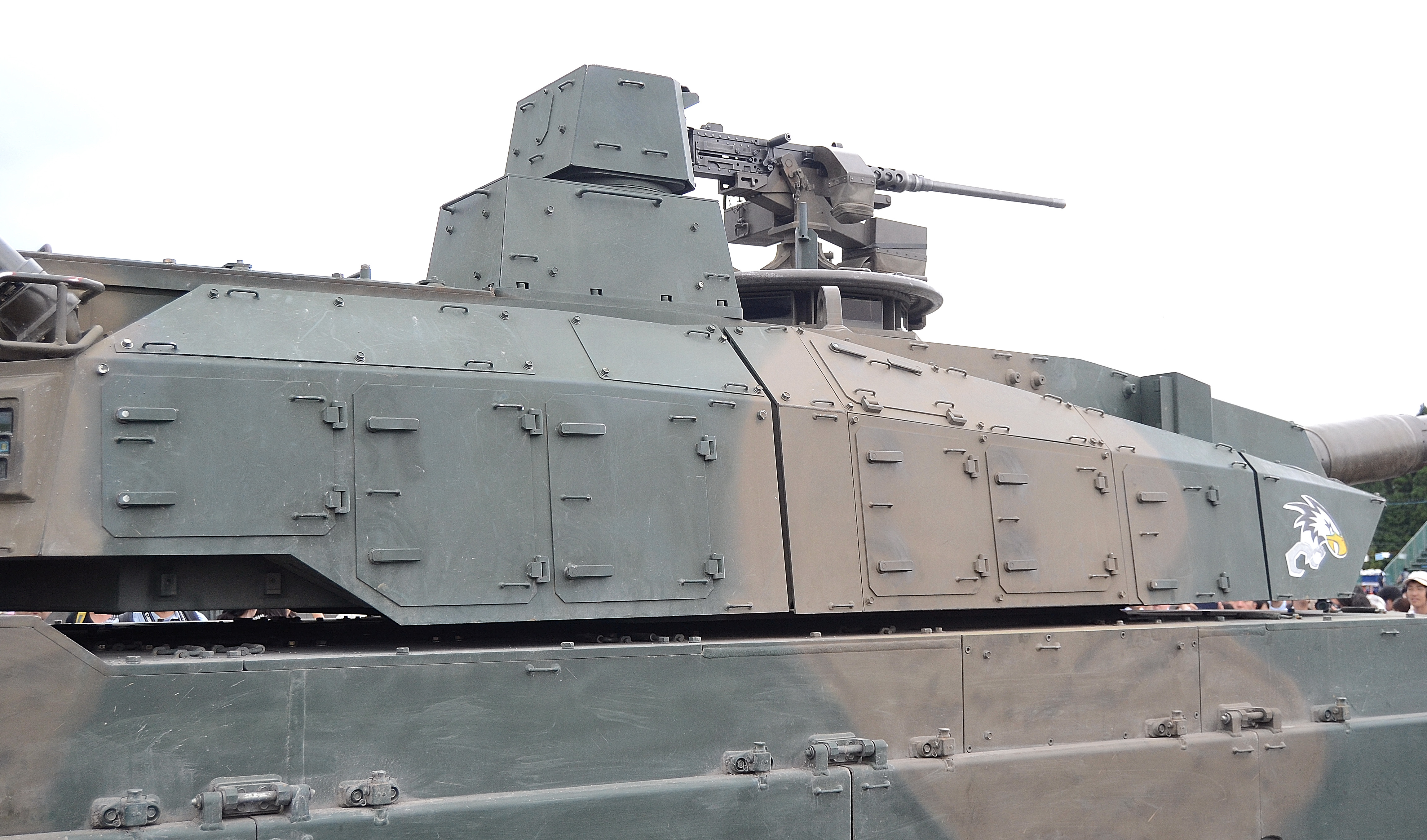
Бортовые бронемодули башни
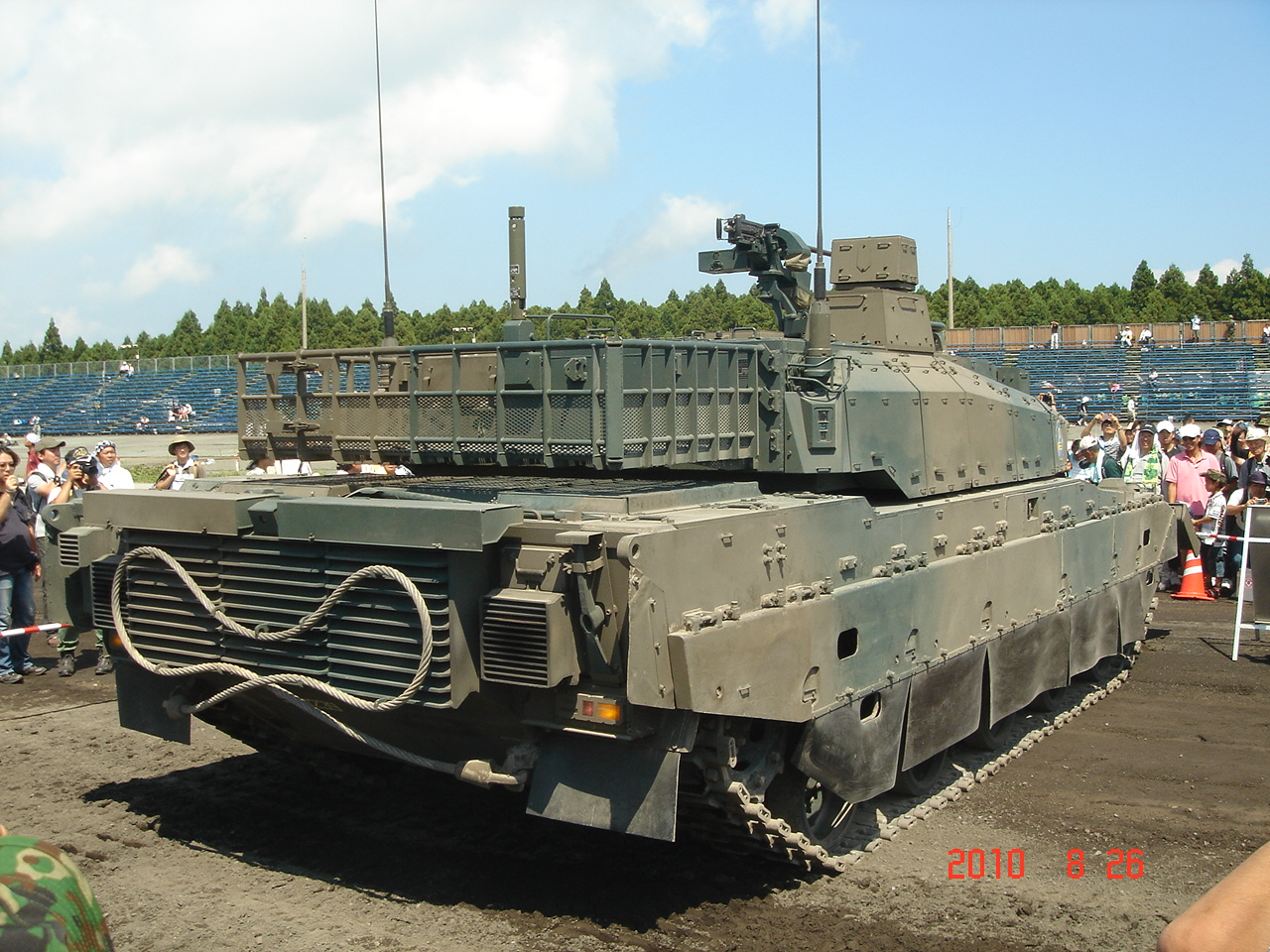
Решетчатая броня кормы башни и охлаждаемый эжектор выхлопных газов

Несмотря на жесткие требования к массе, защищенность машины заметно возросла. Особое внимание уделено всеракурсной защите (а не дифференцированным бронесталям, как у Type 90). В бронемодулях применена кристаллическая бронесталь собственного производства и новый вид бронекерамики. Повышенное внимание уделено защите от противотанковых мин и огня гранатометов, особенно в бортовых проекциях. Модульная конструкция брони предусматривает возможность замены повреждённых модулей в полевых условиях, установку навесных модулей на бортовые экраны, что повышает боевую массу машины до 48 т.
В стандартной комплектации 44 т на лобовой проекции заявлена защита от "современных БОПС" 120 мм (на испытаниях Type 10 выдержал выстрел 120 мм с расстояния в 250 метров) и от РПГ-29. В усиленном варианте 48 т в лобовой проекции Type 10 получает возможность противостоять "современным ПТУР" (вероятно, речь идет о ПТУР 2-го поколения, поскольку 3-е поколение поражает танк с верхней полусферы). Усиленный пакет бронирования включает защиту от кинетических боеприпасов (в том числе в лобовой проекции), однако общий уровень защищенности от БОПС не указан. Усиленная версия 48 т засекречена, о ее существовании известно только по официальным документам.
В данный момент проходит испытание комплекс активной защиты. В нем удалось добиться эффективности против современных ПТУР 3-го поколения. Разработчик НИИ ATLA отмечает, что КАЗ может устанавливаться на Type 10 и Type 90, но не на Type 74 (из-за малой мощности вычислителя).

### Силовая установка
Т-10 оснащен турбодизельным двигателем (1,2 тыс. л. с.) с удельной мощностью 27 л. с./т. Автоматическая бесступенчатая трансмиссия позволяет развивать до 70 км/ч при движении вперед и назад. Благодаря малой потери мощности в гидротрансформаторе, при удельной мощности как у Type 90 (30 л. с./т) реальной Type 10 превосходил Type 90 на динамических испытаниях.

## На вооружении
- Япония — 99 ед. (2022 г.) [7].